# Los Locos
Los Locos è un duo italiano di musica latino americana, composto da Roberto Boribello detto Borillo (Vicenza, 22 dicembre 1961) e Paolo Franchetto (Vicenza, 6 aprile 1965), formatosi in provincia di Vicenza.

## Carriera
Interpreti e produttori di noti brani di genere pop latino come El Meneaito, Mueve la colita e La vuelta, e di album di successo come El tic tic tac, Salta, La Mamba, oltre alla canzone originale in lingua italiana Ai Ai Ai, scritta da Boribello, Franchetto e Sergio Migliorati nel 1998, sigla delle prime stagioni della nota fiction di Rai 1 Un medico in famiglia.

### Gli esordi (1982 - 1991)
L'incontro tra Roberto Boribello, cantante e chitarrista sin da bambino, e Pierpaolo Franchetto, cantante e tastierista, con un trascorso al conservatorio Pedrollo di Vicenza, avviene nel 1982 attraverso un musicista, amico comune, Cocco Mariano, cugino di Boribello, che suonava con entrambe in due gruppi “da cantina”. Tra i due nasce da subito un'intesa artistica ed una prolifica attività di produzione di provini casalinghi, dopo vari tentativi andati male, nel 1986 una loro cassetta arriva casualmente nella scrivania del patron del Festivalbar Vittorio Salvetti che trova una delle loro canzoni perfetta per il “disco verde” che era la sezione giovani del Festivalbar.
I due, che per l'occasione scelgono come nome artistico Public Relation vengono indirizzati dallo stesso Salvetti alla Five Record, la quale li mette in contatto con un produttore bolognese, Giancarlo Trombetti; in quello studio di Bologna prende vita il primo 45 giri del duo e si chiamerà Say. Il duo parteciperà nell'estate del 1986 a due puntate del Festivalbar registrate a Trieste, nella seconda puntata verranno eliminati dal disco verde, ma troveranno consolazione nel fatto che la loro canzone Say diventerà la sigla ufficiale del programma televisivo Help! in onda su Canale 5 e condotto da Umberto Smaila e Fabrizia Carminati. L'anno successivo Franchetto parte per la leva militare, mentre Boribello continua la carriera solista di cantante e contemporaneamente di DJ e speaker radiofonico ma come lavoro ufficiale è ragioniere in banca; attraverso Trombetti viene in contatto con una produttrice tedesca, Marta Steinpickler, che decide di costruire un progetto artistico che prende proprio il nome di Borillo (soprannome di Boribello) per la produzione di un album di musica latina per il mercato tedesco. L'album si chiamerà Borillo ed uscirà per la Bellaphon Records in Germania e Austria.
Nel frattempo Franchetto termina il servizio militare e in un primo tempo decide di abbandonare la carriera artistica per lavorare come incastonatore di pietre preziose, mentre Boribello lascia il posto sicuro che aveva in banca per seguire esclusivamente i propri sogni artistici; nel 1991 quest'ultimo riesce a coinvolgere nuovamente l'amico Franchetto e i due decidono di investire una piccola somma in uno studio di registrazione che chiamano "Secret House Studio" a casa del Boribello. Con pochissimi mezzi a disposizione riescono a produrre alcuni pezzi dance che propongono con successo ad alcune etichette indipendenti come la Dig it e la New Music International.

### Nascita dei Los Locos (1991)
Tra queste produzioni c'è anche una canzone nata per gioco che è il Porompompero che i due propongono al discografico Pippo Landro della New Music di Milano il quale intravede il potenziale del progetto artistico e suggerisce il nome di Los Locos, che aveva notato come nome di un locale di Londra e che vuol dire "I Pazzi". Il singolo suscita grande interesse specialmente nei club ed il lato B del disco, La Raspa, in stile mambo, suggerisce la realizzazione di un album interamente ispirato al quel genere latino. Nascono così I Los Locos.

### Carriera artistica (dal 1991 ad oggi)
Il primo album si chiama Mambo Mix che esce nel 1992, arriva al 4 posto degli album più venduti in Italia e viene distribuito anche all’estero in paesi quali Messico, Canada e molti altri. Per il singolo, Cucaracha Mix, viene realizzato un videoclip girato tra Città del Messico e Veracruz. Anche il singolo resterà per parecchie settimane nella top ten italiana. Nel 1994 il duo pubblica il secondo album dal titolo El Meneaito e allontanandosi dal mambo si avvicinano al mondo dei balli di gruppo di cui il singolo, El Meneaito, è il capostipite di una nuova moda. L'album contiene la prima versione della Macarena, brano dei Los del Río: la canzone uscirà come singolo solo l'anno successivo e porterà i Los Locos nel 1996 alla finale del Festivalbar da piazza del Plebiscito a Napoli.
Nel 1995 esce il terzo album del duo Greatest Hits, distribuito dalla EMI, che oltre a contenere canzoni già sentite come Macarena, El Meneaito e Porompompero, offre alcuni nuovi singoli tra cui El Tiburon che vedrà due versioni, una più dance, l’altra più latina in versione merengue: il singolo entra nella top 100 dei singoli più venduti e l’album ottiene il disco di platino. Nel frattempo Boribello e Franchetto nel loro studio trovano anche il tempo per moltissime altre produzioni dance attraverso vari pseudonimi e anche come produttori. In quegli anni scrivono, producono e arrangiano successi come: L'ultimo della sera... che figata di serata cantato dal rapper Sir J o Your brain is mine (sale sale e non fa male). Nel 1996 il loro discografico gli propone una cover brasiliana, il Tic Tic Tac, che diverrà uno dei loro più grandi successi che li porterà in concerto in 30 paesi del mondo, dal Brasile alla Cina da Cuba alla Russia, conquistando anche luoghi leggendari quali il Palacio della Salsa all'Avana o al Teatro del Cremlino a Mosca; dal singolo prende il nome anche il loro quarto album che otterrà nuovamente il disco di platino. Nel 1997 partecipano nuovamente alla finale del Festivalbar sempre a Napoli e risultano tra i tre gruppi italiani con maggior numero di album venduti insieme a Litfiba e 883.
Nel 1997 vede la luce il quinto album dei Los Locos, Fiesta, oltre ad una compilation che si chiama Superlatino sempre prodotta dalla New Music Int. che porterà al terzo disco di platino. Nel 1998 i due instancabili produttori lavorano al sesto album della loro fortunata carriera, che si chiamerà Salta: distribuito dalla Sony, contiene alcuni balli di gruppo che poi diverranno dei classici come El dueno del Swing e La vuelta ma contiene anche il primo brano in italiano del duo, ossia Ai ai ai, che sarà scelto come sigla della fortunata serie tv in onda su Raiuno Un medico in famiglia; inizialmente la canzone si intitolava Ai ai ai el ritmo de la playa ed era come di consueto in spagnolo, ma su richiesta della produzione è diventata Ai ai ai un giorno ti innamorerai, in lingua italiana. Nel 2000 vengono contattati dai Kid Creole & The Coconuts, icona musicale degli anni Ottanta, che casualmente sente una loro canzone mentre si trovava in tour alle Hawaii e trovando molte affinità col proprio genere musicale chiede loro di fare una collaborazione discografica: nasce il progetto Cocoloco, praticamente un mix tra Los Locos e Coconuts con un singolo che si chiama I Love Muchacha per il quale verrà realizzato un videoclip a Londra. 
Dopo interminabili tour in Italia e nel mondo, nel 2001 i Los Locos realizzano un singolo dal titolo la Mamba il cui lato B Mueve la colita si rivelerà un vero tormentone; nel 2002 un ulteriore singolo, Tum Tum, farà ottenere al duo un disco d'oro in Portogallo. Il duo durante la carriera è stato ospite in varie trasmissioni tv nazionali sia RAI che Mediaset, come ad esempio Domenica In, Buona domenica, il già citato Festivalbar, Superclassifica show, Telethon, San Remo estate, Canzonissime, Pomeriggio cinque, I migliori anni e otto edizioni della trasmissione L'anno che verrà di Raiuno a Capodanno e molte altre, oltre a partecipare a show televisivi all'estero come ad esempio in Russia, Romania, Moldavia, Portogallo, Slovenia, Croazia, Cina e Germania. Da qui la loro produzione discografica si arricchisce di un doppio cd raccolta più inediti dal titolo Boogie Boogie Mambo e i grandi successi al quale due anni dopo, nel 2010, seguirà un nuovo CD best of con l'inserimento del brano Pimplolho accompagnato da un videoclip girato in Brasile dal regista Daniele Cantalupo a quattro mani con lo stesso Boribello, che inizia cosi la propria carriera come regista.
La fine del 2011 porta con sé l'uscita del nuovo tormentone Ai Se Eu Te Pegu, brano degli Os Meninos de Seu Zeh: la versione dei Los Locos è entrata in tutte le classifiche di vendita ed il videoclip ottiene milioni di visualizzazioni su YouTube. L'inizio del 2013 vede l'uscita discografica del brano La Ola, realizzato per la Bit Records questa volta in collaborazione con il rapper El Tremendo. L'anno successivo esce altro nuovo singolo, il Toca Toca, sempre in collaborazione con El Tremendo accompagnato da un video molto suggestivo girato nella penisola del Sinai, precisamente a Sharm el-Sheikh, diretto e montato da Boribello che ha già superato 10 milioni di visualizzazioni. Il 2015, con il brano Bailando accompagnato dal relativo video, riporta i Los Locos a cimentarsi in quella che è stata da sempre la loro specialità: il ballo di gruppo. Sempre nel 2015 esce un album antologia che racchiude tutti i migliori successi del duo dal 1991, dal titolo History.
Nel finire del 2015 la loro canzone La Fiesta Viva viene scelta dal regista Neri Parenti come colonna sonora del cinepanettone Vacanze ai Caraibi, con Christian De Sica, Massimo Ghini e Luca Argentero. Nel contempo i Los Locos non hanno mai smesso di esercitare la loro attività live, essendo costantemente impegnati in concerti ed ospitate divise tra piazze, locali e televisioni. Nel 2017 esce il nuovo singolo dal titolo Dale que sube, un groove dance con un videoclip dance girato tra Milano, Messico e Miami. Nel 2019 realizzano un nuovo singolo, Fica tudo bem, che in portoghese significa "va tutto bene", pubblicato dalla loro etichetta discografica storica, la New Music. Nel 2021 hanno realizzato un singolo con Ben Dj e con il featuring di Juliana Moreira registrato a Miami, che riprende in maniera attuale uno dei loro più grandi successi il Tic tic tac. Sempre nel 2021 viene pubblicato un nuovo singolo, That Boy, dove ritroviamo i Los Locos ancora una volta in compagnia dell'amico Kid Creole. Segue un singolo con il featuring di Gianni Drudi dal titolo El Chiringuito accompagnato da un videoclip girato a Bayahibe nella Repubblica Dominicana.  Nell'estate 2022, dopo il fermo dovuto alla pandemia Covid, è ricominciata l'attività live del duo nelle piazze italiane ed internazionali.

## Attività trasversali
Franchetto, pianista, attualmente è impegnato in dj pianoset ai Caraibi. Boribello sta continuando con l’attività di dj set, di speaker radiofonico in una trasmissione dal nome I Belli di Gruppo, come regista di videoclip e come produttore discografico con una propria etichetta. Roberto Boribello, da marzo 2022, è anche in tour come solista nello spettacolo di Maurizio Battista riproponendo i successi dei Los Locos durante lo show. Negli anni i due hanno realizzato centinaia di produzioni discografiche in veste di autori ed arrangiatori con vari pseudonimi.

## Discografia

### Album in studio
- 1992 – Mambo Mix
- 1994 – El Meneaito
- 1995 – Greatest Hits
- 1996 – El tic tic tac
- 1997 – Fiesta
- 1998 – Salta
- 2001 – Il meglio dei Los Locos
- 2007 – Boogie Boogie Mambo
- 2010 – Pimpolho e i successi
- 2013 – The best of los locos
- 2014 – Bailando the History

### EP
- 2001 – La Mamba

### Raccolte
- 1995 – Los Locos - Greatest Hits

### Singoli
- 1991 – Porompompero
- 1992 – Mambo mix/La Raspa
- 1992 – Cucaracha Mix
- 1994 – In The Summertime
- 1994 – El Meneaito
- 1995 – El Tiburon
- 1995 – Mueve el Cuerpo
- 1995 – Vamos a la Fiesta
- 1995 – Macarena That's me ft. Lady Shelly -
- 1995 – A Y Està
- 1996 – Macarena Remix 1
- 1996 – Tic, Tic Tac
- 1996 – Brinca
- 1997 - La Vuelta
- 1997 – Mueve Tu Cu Cu
- 1997 – Mixes
- 1998 - El Dueño del Swing
- 1998 – Ahi Maria
- 1998 – Ai Ai Ai
- 1998 – Salta
- 2000 – Cocoloco / I Love Muchacha Ft Kid Creole
- 2001 – Mueve la colita
- 2001 – La Mamba
- 2001 – El Tum Tum (disco d'oro in Portogallo[senza fonte])
- 2007 – Boogie Boogie Mambo
- 2008 – Vivi la Movida
- 2010 – Pimpolho
- 2011 – Ai se eu te pego
- 2013 – La ola ft El Tremendo
- 2013 – Toca Toca ft El Tremendo
- 2014 – Bailando ft Giò Valeriani
- 2015 – El Tiburon 2015 (feat El 3mendo)
- 2015 – Carnaval ft El Tremendo
- 2015 – La fiesta viva (colonna sonora del film Vacanze ai Caraibi)
- 2017 – Dale que sube ft El Tremendo
- 2019 – Fica Tudo Bem
- 2020 – El Chiringuito ft Gianni Drudi
- 2021 – Tic Tic Tac ft Ben dj, Juliana Moreira, Eddie Joe
- 2021 – That boy ft Kid Creole and the Coconuts

## Artisti musicali correlati
- Decò
- Kid Creole & The Coconuts
- Village Girls